# 더 돔 앳 아메리카스 센터
더 돔 앳 아메리카스 센터(The Dome at America's Center)는 미국 미주리주 세인트루이스에 위치한 다목적 미식축구 경기장이다. 과거 NFL 세인트루이스 램스의 홈경기장으로 했으면, 현재 XFL/UFL 세인트루이스 배틀호크스 홈구장으로 사용하고이다.